# Combretum brassiciforme
Combretum brassiciforme är en tvåhjärtbladig växtart som beskrevs av Arthur Wallis Exell. Combretum brassiciforme ingår i släktet Combretum och familjen Combretaceae. Inga underarter finns listade i Catalogue of Life.